# Setacera trina
Setacera trina är en tvåvingeart som beskrevs av Collin 1963. Setacera trina ingår i släktet Setacera och familjen vattenflugor. Inga underarter finns listade i Catalogue of Life.